# Епархия Сан-Кристобаль-де-ла-Лагуны

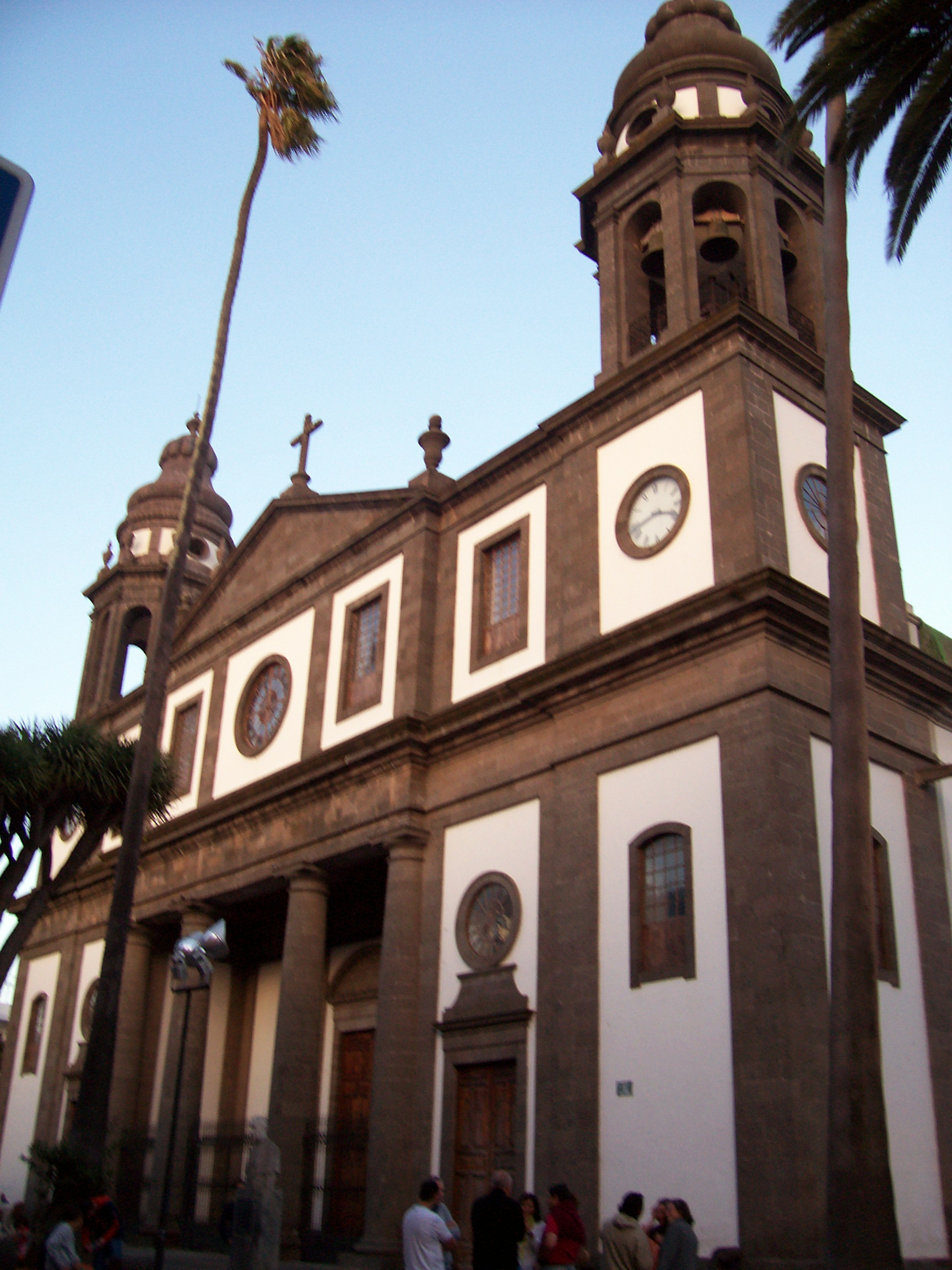
Собор Пресвятой Девы Марии

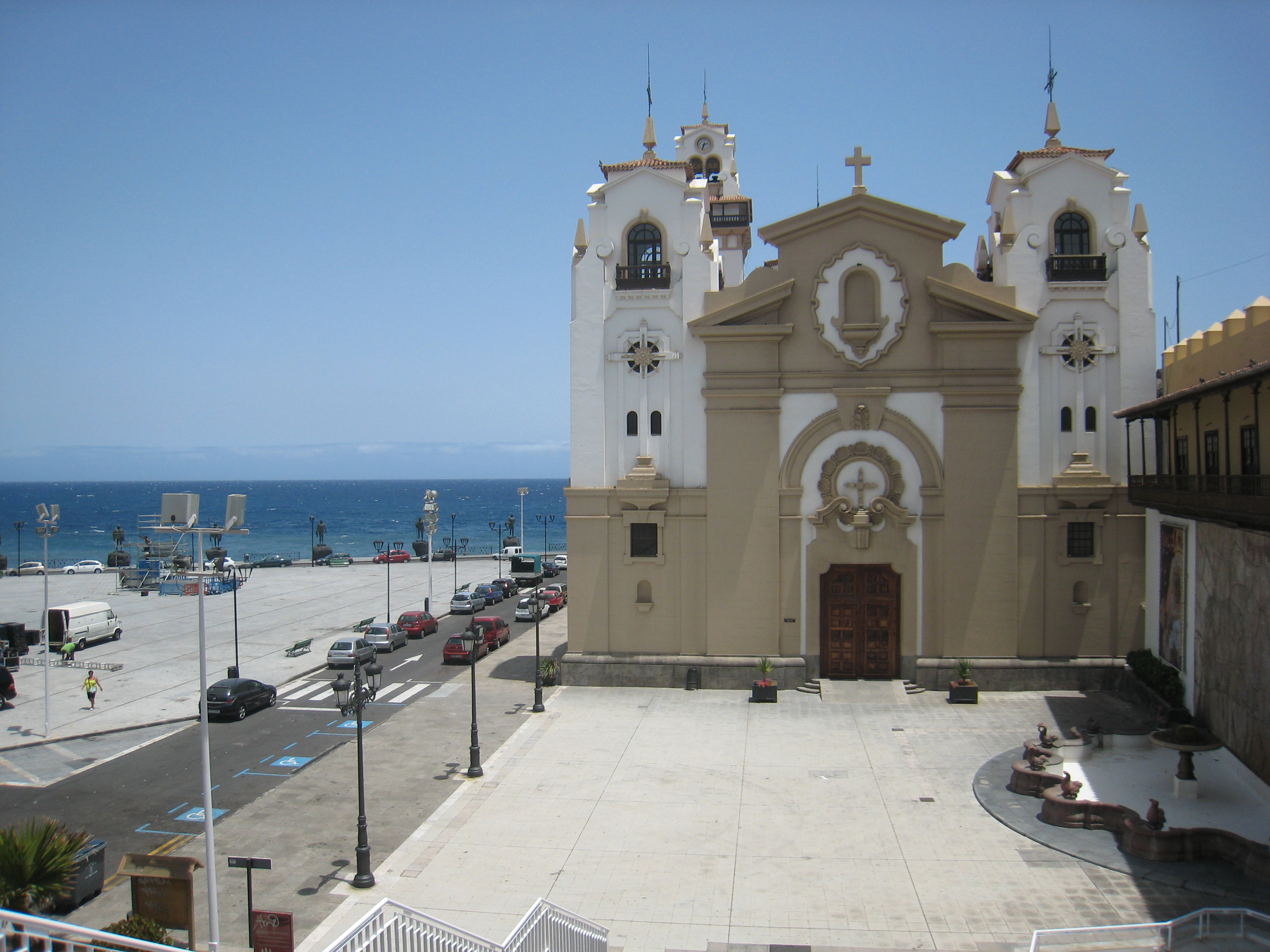
базилика Канделарии, Канделария, Канарские острова

Епархия Сан-Кристобаль-де-ла-Лагуна (лат. Dioecesis Sancti Christophori de Laguna o Dioecesis Nivariensis) — епархия Римско-Католической церкви в городе Сан-Кристобаль-де-ла-Лагуна, Канарские острова, Испания. Епархия Сан-Кристобаль-де-ла-Лагуна входит в митрополию Севильи. Кафедральным собором епархии Сан-Кристобаль-де-ла-Лагуна является церковь Пресвятой Девы Марии. В городе Канделария находится базилика Канделарии.

## Территория
Епархия охватывает провинцию Санта-Крус-де-Тенерифе, то есть острова Тенерифе, Пальма, Гомера и Иерро.

## История
Христианство на западных островах Канарского архипелага появилось ещё до его испанского завоевания и включения его в 1496 году в состав королевства Кастилии и Леон. После вхождения в королевство на островах началась миссионерская деятельность Католической церкви среди народа гуанчи, который имел собственную политеистическую религию.
Вскоре после завоевания островов Хавьер Алнсо Фернндес де Луго просил в 1513 году испанские власти возвести новую епархию на острове Тенерифе. Но эта идея не нашла поддержки у епископа епархии Гран-Канария, в чью юрисдикцию входили Канарские острова.
Алонсо Фернандес де Луго ранее пытался переместить административный центр Канарских островов между городами Лас-Пальмас-де-Гран-Канария и Сан-Кристобаль-де-ла-Лагуна. Некоторое время спустя после завоевания Канарских островов Тенерифе быстро стал самым густонаселенным островом архипелага и Сан-Кристобаль-де-ла-Лагуна самым важным городом на Канарских островах. Фернандес де Луго, который получил титул «Первый аделантадо Канарских островов» пожелал возвысить статус города Сан-Кристобаль-де-ла-Лагуна, где находилось его местожительство.
В то время кафедра епископа находилась на юге первого завоёванного острова Лансароте, поэтому идея перемещения кафедры в Ла-Лагуну не нашла поддержку среди католической иерархии Испании. В течение следующих трёх столетий продолжала существовать идея о создании отдельной епархии на Канарских островах.
В 1818 году католическое духовенство и власти Тенерифе вновь просили о создании епархии у Святого Престола при поддержке короля Фердинанд VII. Эта попытка имела положительный ответ со стороны со стороны папы. 1 февраля 1819 года Римский папа Пий VII выпустил буллу «In cathedra illius», которой учредил епархию Сан-Кристобаль-де-ла-Лагуна, выделив её из епархии Канарских островов.
После конкордата 1848 года деятельность епархии Сан-Кристобаль-де-ла-Лагуна была приостановлена и до 1877 года кафедра епархии была вакантной. В 1877 году на кафедру епархии Сан-Кристобаль-де-ла-Лагуна на кафедру после почти тридцатилетнего перерыва был назначен епископ.

## Статистика
В 2014 году численность верующих епархии составляла 892000 человек. В епархии работают 255 священнослужителей, в том числе 6 постоянных дьяконов. В епархии действуют 312 приходов.

## Ординарии епархии
- епископ Luis Antonio Folgueras Sión (24.06.1824 — 17.01.1848) — назначен епископом Гранады;
  - вакансия (1848—1877);
- епископ Joaquín Lluch y Garriga (3.08.1859 — 20.03.1877);
- епископ Ildefonso Joaquín Infante y Macías O.S.B. (20.03.1877 — 1882);
- епископ Jacinto María Cervera y Cervera (27.03.1882 — 21.07.1885);
- епископ Ramón Torrijos y Gómez (25.11.1887 — 21.05.1894) — назначен епископом Бадахоса;
- епископ Nicolás Rey y Redondo (21.05.1894 — 5.09.1917);
- епископ Gabriel Llompart y Jaume Santandreu (17.05.1918 — 27.06.1922) — назначен епископом Жироны;
- епископ Albino González y Menédez Reigada O.P. (18.12.1924 — 18.02.1946) — назначен епископом Кордовы;
- епископ Andrés A. Domingo Pérez Cáceres (28.04.1947 — 1.08.1961);
- епископ Luis Franco Cascón C.SS.R. (19.02.1962 — 18.10.1983);
- епископ Дамиан Игуасен Борау (14.08.1984 — 12.06.1991);
- епископ Felipe Fernández García (12.06.1991 — 29.06.2005);
- епископ Bernardo Álvarez Afonso (29.06.2005 — 16.09.2024);
- епископ Eloy Alberto Santiago Santiago (24.02.2025 — ).

## Святые
- Аншиета, Жозе ди (1534 — 1597);
- Бетанкур, Педро де Сан-Хосе (1626 — 1667);
- Мария де Леон Белло-и-Дельгадо (1646 — 1731);